# Sante De Sanctis

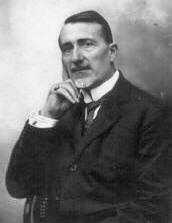
Sante De Sanctis

Camillo Sante de Sanctis (geb. 7. Februar 1862 in Parrano, gest. 20. Februar 1935 in Rom) war ein italienischer Arzt, Psychiater und Psychologe.
Sante de Sanctis gilt als einer der Begründer der kindlichen Neuropsychiatrie in Italien. Er war Professor der Experimentalpsychologie und Dozent der Psychiatrie in Rom.
Sante de Sanctis untersuchte den Schlaf mit den Methoden der experimentellen Psychologie und ist insbesondere wegen seiner Publikationen zu den Träumen bekannt. Er war Herausgeber der Zeitschrift Rivista quindicinale di psicologia, psichiatria, neuropatologia, ad uso dei medici e dei giuristi ("Vierzehntägliches Journal für Psychologie, Psychiatrie, Neuropathologie, für den Gebrauch von Ärzten und Juristen"). Er führte das Konzept der Dementia praecocissima in die Psychiatrie ein ("Dementia praecocissima catatonica" (1908). Folia Neurobiol. 1: 9–12). Er ist Verfasser von Die Mimik des Denkens (Halle, Marhold, 1906). Für das Handbuch der vergleichenden Psychologie von Gustav Kafka lieferte er den Beitrag zur "Psychologie des Traumes" (1922). Dieser Publikation vorausgegangen war sein Buch Die Träume. Medizinisch-psychologische Untersuchungen zu dessen erweiterter deutscher Übersetzung P. J. Möbius eine Einführung schrieb (Halle a. S., Carl Marhold, 1901). Sein Buch über religiöse Konversion erschien 1927 auf Englisch. Seine Autobiographie erschien zuerst in der History of psychology in autobiography von Carl Murchison.

## Publikationen (Auswahl)
- de Sanctis S. (1899a), I sogni. Studi clinici e psicologici di un alienista, Bocca, Torino.
- de Sanctis S. (1899b), La cura e l'educazione dei fanciulli deficienti col sistema degli educatori, prima relazione (semestrale) sull'asilo-scuola per fanciulli deficienti di povera condizione, Roma.
- de Sanctis S. (1900a), I fondamenti scientifici della psicopatologia. Lezione I: Il fondamento biologico, Rivista di Scienze Biologiche, 2 (1–2), 55–77.
- de Sanctis S. (1900b), I fondamenti scientifici della psicopatologia. Lezione II: Il fondamento anatomofisiologico, Rivista di Scienze Biologiche, 2 (6–7), 463–478.
- de Sanctis S. (1901), Sulla classificazione delle psicopatie, relazione letta all'XI Congresso della Società freniatrica italiana, Ancona, 29 settembre – 3 ottobre.
- de Sanctis S. (1904), La mimica del pensiero, Sandron, Palermo.
- de Sanctis S. (1910), Patologia e profilassi mentale, in A. Tamburini (a cura di), Trattato di medicina sociale, Vallardi, Milano.
- de Sanctis S. (1911), Su di un nuovo procedimento per lo studio del lavoro mentale, Rivista di Psicologia, 5, Bologna, 216–217.
- de Sanctis S. (1919), Psicologia della vocazione, Rivista di Psicologia, 15.
- de Sanctis S. (1922), La psicotecnica contemporanea, in Atti del III Convegno degli Psicologi Italiani, Napoli, 1922 [ripubblicato in Difesa sociale, 1922].
- de Sanctis S. (1925), Neuropsichiatria infantile. Patologia e diagnostica, Stock, Roma.
- de Sanctis S. (1929–1930), Psicologia sperimentale, 2 voll., Stock, Roma.
- de Sanctis S. (1933), La Psicopatologia di ieri, di oggi e di domani, Rassegna di Studi Psichiatrici, 22 (2), 183–205.
- de Sanctis S. (1934a), Guida pratica alla Semeiotica neuro-psichiatrica dell'età evolutiva, Bardi, Roma.
- de Sanctis S. (1934b), Psicologia e psicopatologia, Rivista di Psicologia, vol. 30 (1), 1–12.